# Дек

1) Оружейная.
2) Пороховой склад.
3) Хранилище пыжей.
4) Тапабаласо — деревянная заглушка, обмотанная шпагатом, защищающая пробитый ядром борт от попадания воды.
5) Пушка, стреляющая двойными ядрами.
6) Пушка с кареткой и такелажем.
7) Верхняя палуба

Дек (от нидерл. dek; англ. deck; нем. Deck — «пространство между двумя палубами на корабле, где ставят пушки») — палуба парусных военных кораблей, в русском военном деле называется «батарейной палубой».
Термин применяют к тем из палуб, на которых установлена артиллерия. Корабли, на которых артиллерия была установлена на двух палубах-деках, называли «двухдечными», а если на трёх палубах — «трёхдечными».
Обычно на парусных линейных кораблях на одном деке устанавливали от 20-и до 36-и пушек различных калибров — от 4- до 80-фунтовых.
«Деком» называли и верхнюю открытую палубу, которую делят на бак, шкафут, шканцы и ют. Шканцы принято называть также «квартердеком». Следующую палубу вниз от баковых и кормовых надстроек называли «опердеком», ещё ниже располагали «мидельдек», затем — «гондек», ещё ниже — «орлопдек» (или «кубрик»), а в самом низу корпуса судна располагали «корабельный трюм».
Первым боевым кораблём, имевшим 2 закрытые артиллерийские батареи (2 дека) и считающимся поэтому родоначальником многодечных линейных кораблей, стала боевая каракка короля Генриха VIII Тюдора «Генри Грейс э'Дью» (1514). Первым в полном смысле трёхдечным кораблём был 100-пушечный английский линейный корабль Sovereign of the Seas, построенный в 1635—1637 годах мастером Питером Петтом в Вулидже.
В военных флотах морских держав XVIII столетия трёхдечные линейные корабли, нёсшие свыше ста пушек, стали обычным явлением. Флагман испанского флота «Сантиссима де Тринидад», захваченный англичанами в Трафальгарском сражении (1805 год), был уже четырёхдечным. В 1847 и 1855 годах во Франции спущены были на воду четырёхдечные 120-пушечные парусные линейные корабли «Вальми» и «Бретань».